# Join the Army
Join the Army — второй студийный альбом американской кроссовер-трэш-группы Suicidal Tendencies. Он был выпущен в апреле 1987 года и является одним из самых известных альбомов, в котором пересекаются жанры панка и трэш-метала, известный как кроссовер-трэш, жанр, который Suicidal Tendencies приписывают к созданию. Join the Army — это, пожалуй, один из самых популярных альбомов Suicidal Tendencies, хотя он достиг лишь 100 места в чарте Billboard 200. Это был их первый альбом с гитаристом Роки Джорджем и барабанщиком Р.Дж. Херрерой, и последняя запись с басистом Луишем Майоргой (хотя он был соавтором песен на их следующем альбоме How Will I Laugh Tomorrow When I Can’t Even Smile Today).
Это также последний альбом, на котором группа играет хардкор-панк.

## Музыкальный стиль
Майк Мьюир использовал совершенно иные вокальные техники и диапазон по сравнению с дебютным альбомом (иногда звучание было похоже на Лемми из Motörhead). Гитарист Грант Эстес был заменён на Джона Нельсона в 1984 году, которого затем вскоре заменил Рокки Джордж, повлиявший на изменение звучания группы в сторону трэша. Оригинальный барабанщик Эмери Смит был заменён на Р.Дж. Херреру, который использовал особенно металлическую особенность барабанов — двойную бочку.

## Приём и наследие
Отзывы о Join the Army были в основном положительными. Эдуардо Ривадавия из AllMusic присуждает альбому три звезды из пяти и называет его «переходным альбомом в трансформации звучания группы от хардкор-панка к трэш-металу».
Join the Army также стал первым альбомом Suicidal Tendencies, вошедшим в Billboard 200; его пик пришёлся на № 100, и он оставался в чарте тринадцать недель. Песня «Possessed to Skate» предшествовала выходу альбома в качестве сингла, на который также было снято музыкальное видео. В клипе были показаны трюки старой школы скейтбординга, и поэтому он считается классикой визуального периода скейтбординга. Успех «Join the Army» привлёк внимание крупных лейблов, включая Epic Records, с которым Suicidal Tendencies подписали контракт в 1988 году.
Песня «War Inside My Head» включена в игру Guitar Hero: Metallica. Песня «Possessed to Skate» включена в игру Skate 2. Песня «Suicidal Maniac» была исполнена группой Hatebreed на их альбоме 2009 года For the Lions.
С годами и при участии нескольких составов Suicidal Tendencies записали новые версии 10 из 13 песен, первоначально вошедших в альбом Join the Army, включая две различные новые версии двух из этих треков: «War Inside My Head» и «A Little Each Day» (Still Cyco After All These Years); «Join the Army» и «Go Skate! (Possessed to Skate '97)» (Prime Cuts); «Two Wrongs Don’t Make a Right» (Year of the Cycos); «Suicidal Maniac», «Possessed to Skate», «The Prisoner», «I Feel Your Pain… And I Survive», «Join the ST Army», «No Name, No Words» и «Born to Be Cyco» (No Mercy Fool!/The Suicidal Family).

## Песни

#### Сторона один
| №  | Название             | Автор(ы)                  | Длительность |
| -- | -------------------- | ------------------------- | ------------ |
| 1. | «Suicidal Maniac»    | Рокки Джордж, Майк Мьюир  | 2:57         |
| 2. | «Join the Army»      | Луичи Майорга, Майк Мьюир | 3:37         |
| 3. | «You Got, I Want»    | Suicidal Tendencies       | 2:55         |
| 4. | «A Little Each Day»  | Майк Мьюир                | 4:08         |
| 5. | «The Prisoner»       | Луичи Майорга, Майк Мьюир | 2:53         |
| 6. | «War Inside My Head» | Луичи Майорга, Майк Мьюир | 3:51         |

#### Сторона два
| №   | Название                                                                   | Автор(ы)                                | Длительность |
| --- | -------------------------------------------------------------------------- | --------------------------------------- | ------------ |
| 7.  | «I Feel Your Pain»                                                         | Рокки Джордж, Майк Мьюир                | 3:27         |
| 8.  | «Human Guinea Pig»                                                         | Suicidal Tendencies                     | 2:05         |
| 9.  | «Possessed to Skate»                                                       | Луичи Майорга, Майк Мьюир               | 2:34         |
| 10. | «No Name, No Words»                                                        | Луичи Майорга, Майк Мьюир               | 2:35         |
| 11. | «Born to Be Cyco»                                                          | Луичи Майорга, Майк Мьюир, Рокки Джордж | 2:13         |
| 12. | «Two Wrongs Don't Make a Right (But They Make Me Feel a Whole Lot Better)» | Майк Мьюир, Рокки Джордж                | 2:49         |
| 13. | «Looking in Your Eyes»                                                     | Луичи Майорга, Майк Мьюир               | 2:50         |

- Песни «War Inside My Head», «Human Guinea Pig» и «You Got, I Want» были изначально написаны предыдущим гитаристом Джоном Нельсоном. Он обменял права на «War Inside My Head» на гитару Flying V после ухода из группы. Песня «Human
- Guinea Pig» не представлена на виниловых и кассетных версиях альбома.

## Кредитсы
- Майк Мьюир — вокал
- Луичи Майорга — бас-гитара, бэк-вокал
- Рокки Джордж — гитара, бэк-вокал
- Р.Дж. Херреру — барабаны
- Записано и смикшировано на Record Plant, Лос-Анджелес, Калифорния
- Продюсирование Лестера Клейпула и Suicidal Tendencies
- Инженер Лестер Клейпул
- Гитара и вокал записаны в Baby/O/
- Обложка альбома выполнена Майклом Сейффом

## Позиция в чартах

### Альбом
Billboard (Северная Америка)
| Год  | Чарт          | Позиция |
| ---- | ------------- | ------- |
| 1987 | Billboard 200 | 100     |